# Herbert Kolbe
Herbert Kolbe (* 6. März 1942; † 6. April 2014) war ein deutscher Journalist, Autor und Träger des Theodor-Wolff-Preises. Vom 1. Januar 1981 bis zum 31. Dezember 2006 war er Chefredakteur der Emder Zeitung in Emden.

## Karriere
Kolbe begann seine journalistische Karriere 1967. Nach Stationen bei anderen Verlagen kam der Redakteur in den 1970er-Jahren zur Neuen Ruhr Zeitung in Duisburg. Er erhielt 1979 für eine Reportage über ein Erntedankfest den Theodor-Wolff-Preis.
Zum 1. Januar 1981 übernahm er den Posten als Chefredakteur bei der ostfriesischen Tageszeitung Emder Zeitung. Er gestaltete das Blatt nach damals hochmodernen Maßstäben um, die später auch von anderen Tageszeitungen übernommen wurden. Inhaltlich setzte Kolbe darauf, konsequent das Lokalgeschehen neben dem überregionalen Geschehen auf die erste Seite des Blattes zu heben – bis dahin war es bei Lokalzeitungen üblich, dass entweder ausschließlich das Lokale oder das Überregionale auf der Titelseite Platz findet. Zu diesem Zweck kündigte die Emder Zeitung die bis dahin bestehende Kooperation mit der Neuen Osnabrücker Zeitung und wurde damit zur Vollzeitung, einer der kleinsten Deutschlands. Weitere Umwälzungen, die von Kolbe vorangetrieben wurden, waren der durchgehende Flattersatz im gesamten redaktionellen Teil des Blattes und verstärkter Einsatz von Bildern und grafischen Elementen. Im technischen Bereich ist zudem die Einführung des elektronischen Ganzseitenumbruchs im Fotosatz zu nennen.
In den 1980er- und 1990er-Jahren bildete Kolbe bei der Emder Zeitung eine Reihe von Journalisten aus, die später bei überregionalen Medien Karriere machten. Dazu zählen (Stand: April 2012) Uwe Vetterick (Chefredakteur der Sächsischen Zeitung), Jürgen Marks (stv. Chefredakteur der Augsburger Allgemeinen), der Tagesspiegel-Autor und frühere Brüsseler dpa-Korrespondent sowie Buchautor Roland Siegloff und der Pariser dpa-Korrespondent Ralf E. Krüger. Unter Kolbe war die Zeitung Kooperationspartner der Henri-Nannen-Schule.
Von 1991 bis 2001 war Kolbe Jurymitglied des Theodor-Wolff-Preises. In seiner 26-jährigen Amtszeit bei der Emder Zeitung gewannen zwei Redakteure der EZ, die dort auch ihr Volontariat absolviert hatten, selbst diesen Journalistenpreis.
Zweimal sind aus der journalistischen Tätigkeit Kolbes Bücher entstanden. Im ersten Fall war es eine Artikelserie über die ersten beiden Nachkriegsjahre in Emden, die er zu einem Buch ausbaute. Zu diesem Zweck befragte Kolbe viele damals noch lebende Zeitzeugen und schuf somit im Rahmen von Oral History einen Beitrag zur Geschichtsschreibung Emdens. Das Buch wurde auch in späteren wissenschaftlichen Werken zitiert, so etwa in der Dissertation von Inge Lüpke-Müller über den Demokratisierungsprozess in Ostfriesland nach dem Zweiten Weltkrieg. Im zweiten Fall handelt es sich um eine kritische Würdigung der Amtszeit des ehemaligen Emder Oberbürgermeisters Alwin Brinkmann, der zum Zeitpunkt seiner Verabschiedung im Jahre 2011 mit 25 Amtsjahren der dienstälteste Oberbürgermeister Niedersachsens war.
Kolbe starb am 6. April 2014 nach kurzer, schwerer Krankheit im Alter von 72 Jahren.

## Werke
- Als alles von vorne begann. 1945/1946, Gerhard Verlag, Emden 1985, ISBN 3-88656-006-6.
- Der Mann, das Amt, die Stadt. Ein Essay über Alwin Brinkmann und andere(s), Verlag SKN, Norden 2011, ISBN 978-3-939870-96-8.